# Henri Ier de Brunswick-Grubenhagen
Pour les articles homonymes, voir Henri Ier.
Henri Ier, dit « le Merveilleux » (en allemand : der Wunderliche), né en août 1267 et mort le 7 septembre 1322, est un prince de la maison Welf, fils du duc Albert Ier de Brunswick. Il fut duc de Brunswick-Lunebourg de 1279 et le premier prince de Grubenhagen de 1291 jusqu'à sa mort.

## Biographie
Henri est le fils aîné d'Albert le Grand (1236-1279), duc de Brunswick-Lunebourg, et de son seconde épouse Alessine (morte en 1285), fille du marquis Boniface II de Montferrat et Marguerite de Savoie. En 1269, son père et son oncle Jean se partageaient leur patrimoine de Brunswick-Lunebourg : Albert, l'aîné, a reçu la principauté de Brunswick-Wolfenbüttel, lorsque le cadet obtient la principauté de Lunebourg.
À la mort d'Albert en 1279, Henri règne tout d'abord conjointement avec ses frères cadets Albert II et Guillaume Ier sur la principauté de Brunswick-Wolfenbüttel. En 1291, les frères décident de procéder à un partage de leurs possessions. Henri reçoit les villes et châteaux d'Einbeck, Hamelin, Clausthal, Amelungsborn, Duderstadt, Herzberg et Osterode ; il s'installe à Einbeck. À la suite de la mort de leur frère Guillaume l'année suivante, Albert II reçoit tous les domains restants de la principauté de Brunswick-Wolfenbüttel. 
Par conséquent, la principauté de Grubenhagen naît, nommée d'après une forteresse médiévale près d'Einbeck – bien que le titre de « duc de Grubenhagen » n'a été introduit que vers 1617 ; le nom précédent est de nos jours inconnu. Selon les lois de succession, ses descendants ne pouvaient s'intituler que « ducs de Brunswick », ce fut seulement au XVIe siècle que l'affixe de Lunebourg apparaît. 
Beaucoup de légendes jalonnent le règne d'Henri le Merveilleux. On sait qu'il eut beaucoup de conflits, notamment avec l'évêché de Hildesheim. Cependant, il fit des dons généreux à un certain nombre de monastères, dont à Einbeck, Pöhlde, Katlenbourg et Osterode, et bénéficie d'une grande popularité auprès de ses sujets.
Vers 1291, il est nommé comte palatin de Saxe par le roi Rodolphe de Habsbourg. À la mort de Rodolphe, peu de temps après, Henri était l'un des candidats à l'élection du roi des Romains, bien que le choix se porte sur le comte Adolphe de Nassau.
Henri mourut en 1322, il a été enterré dans la cathédrale de Brunswick. Ses fils Henri II, Ernest et Guillaume lui succèdent conjointement. La lignée des princes de Grubenhagen s'est éteinte avec le décès de Philippe II en 1596.

## Mariage et descendance
En 1282, Henri Ier épouse Agnès (1264-1322), fille du margrave Albert II de Misnie, issue de la maison de Wettin. Seize enfants naissent de cette union :
- Alessine (née en 1282), épouse le comte Frédéric de Beichlingen ;
- Othon (1283-1309) ;
- Albert (1284-1341), chevalier teutonique ;
- Adélaïde (1285-1320), épouse en 1315 Henri de Goritz, duc de Carinthie et comte de Tyrol ;
- Bonifacie (vers 1286 - avant 1312)
- Agnès (vers 1287 - entre 1332 et 1336), abbesse d'Osterode ;
- Henri II (1289-1351), duc de Brunswick-Lunebourg et prince de Grubenhagen ;
- Frédéric (vers 1291 - vers 1323), entré dans les ordres ;
- Irène, née Adélaïde (vers 1293 - 1324), épouse en 1318 l'empereur byzantin Andronic III Paléologue ;
- Conrad (vers 1294 - vers 1320), entré dans les ordres ;
- Mathilde (vers 1295 - 1344), épouse en 1318 le prince Jean II de Mecklembourg-Werle-Güstrow ;
- Ernest Ier (vers 1297-1361), duc de Brunswick-Lunebourg et prince de Grubenhagen ;
- Guillaume (vers 1298-1360), duc de Brunswick-Lunebourg et prince de Grubenhagen ;
- Richardis (vers 1300 - entre 1332 et 1336), abbesse d'Osterode ;
- Marguerite (vers 1300 - après 1312) ;
- Jean (avant 1322-1367), prévôt d'Einbeck.